# Hedwig von Gudensberg
Hedwig von Gudensberg (* 1098; † 1148) aus dem Geschlecht der Gisonen war die Erbtochter von Giso IV. (* um 1070; † 12. März 1122), einem Gaugraf in Hessen bzw. dem Graf von Gudensberg, und dessen Ehefrau Kunigunde von Bilstein, der Gräfin von Gudensberg († 1138/40). Hedwig wurde 1110 mit Ludwig von Thüringen verheiratet, der 1131 von Lothar III. zum Landgrafen von Thüringen erhoben wurde.
Nach dem Tode ihres Bruders Giso V. 1137 kamen die Gaugrafschaft Hessen und die anderen weitläufigen Besitzungen der Gisonen an die thüringischen Ludowinger. (Hedwigs Mutter, Kunigunde von Bilstein, heiratete nach dem Tod Gisos IV. noch 1122 den Bruder Ludwigs, Heinrich Raspe I., und wurde damit zur Schwägerin ihrer Tochter.)
Durch die Heirat Hedwigs, den frühen Tod ihres Bruders Giso V. und die zweite Ehe ihrer Mutter Kunigunde erwarben die Thüringer Grafen somit ein dreifaches und ausgedehntes Erbe: den gisonischen Besitz nördlich von Marburg mit der Stiftsvogtei Wetter, den bilsteinischen Erbteil Kunigundes südlich von Marburg und die Vogtei über die Abtei Hersfeld sowie den gesamten hessischen Besitz der 1121 ausgestorbenen und von Giso IV. und Kunigunde beerbten Grafen Werner, insbesondere die Grafschaft Maden-Gudensberg mit den Vogteien des Stifts Fritzlar und der Klöster Hasungen und Breitenau.
1128 gebar Hedwig ihren Sohn Ludwig II., der nach dem Tod seines Vaters im Jahre 1140 im Alter von zwölf Jahren von Konrad III. mit der Landgrafschaft Thüringen belehnt und mit der sechsjährigen Nichte Konrads III. Judith von Schwaben verlobt wurde. Hedwig war bis zu seiner Volljährigkeit Regentin.
Hedwig stiftete 1148, während ihr zweiter Sohn Heinrich Raspe II. als Graf von Gudensberg die hessischen Landesteile der Ludowinger verwaltete, das Chorfrauenstift Ahnaberg. Aus der Ansiedlung, die sich zwischen diesem Stift und dem ehemals fränkischen Königshof „Chasalla“ (von lat. Castellum = Burg) am Fuldaufer entwickelte, entstand sehr bald die befestigte Stadt Cassel, die schon im nächsten Jahrhundert Residenz der Landgrafen von Hessen wurde.